# Gauliga Westfalen 1943/44
De Gauliga Westfalen 1943/44 was het elfde voetbalkampioenschap van de Gauliga Westfalen. Schalke 04 werd kampioen en plaatste zich voor de eindronde om de Duitse landstitel. De c/lub versloeg TuS Neuendorf en verloor dan van KSG SpV/48/99 Duisburg.

## Eindstand
| Plaats | Club                            | Wed. | W  | G | V  | Saldo | Ptn.  |
| ------ | ------------------------------- | ---- | -- | - | -- | ----- | ----- |
| 1.     | FC Schalke 04                   | 18   | 16 | 1 | 1  | 61:10 | 33:30 |
| 2.     | VfL Altenbögge                  | 18   | 11 | 3 | 4  | 43:22 | 25:11 |
| 3.     | BV Borussia 09 Dortmund         | 18   | 10 | 4 | 4  | 46:21 | 24:12 |
| 4.     | SpVgg Erkenschwick              | 18   | 8  | 3 | 7  | 49:52 | 19:17 |
| 5.     | SC Westfalia 04 Herne           | 18   | 7  | 2 | 9  | 31:35 | 16:20 |
| 6.     | KSG Preußen/VfL Bochum          | 18   | 6  | 3 | 9  | 26:42 | 15:21 |
| 7.     | SpVgg Röhlinghausen             | 18   | 5  | 5 | 8  | 29:37 | 15:21 |
| 8.     | VfB Alemannia Dortmund          | 18   | 5  | 3 | 10 | 33:45 | 13:23 |
| 9.     | SV Alemannia 1911 Gelsenkirchen | 18   | 3  | 4 | 11 | 20:47 | 10:26 |
| 10.    | KSG VfB/Arminia Bielefeld       | 18   | 2  | 6 | 10 | 23:50 | 10:26 |

|  | Kampioen, geplaatst voor nationale eindronde |

## Promotie-eindronde

### Groep A
| Plaats | Club                  | Wed. | Saldo | Ptn. |
| ------ | --------------------- | ---- | ----- | ---- |
| 1.     | Wehrmacht SG Winden   | 6    | 29:6  | 10:2 |
| 2.     | SG Wattenscheid 09    | 6    | 23:8  | 10:2 |
| 3.     | SV Hagen 10           | 6    | 10:18 | 4:8  |
| 4.     | Sportfreunde Gladbeck | 6    | 5:35  | 0:12 |

|  | Promotie naar Gauliga Westfalen 1944/45 |

### Groep B
| Plaats | Club                 | Wed. | Saldo | Ptn. |
| ------ | -------------------- | ---- | ----- | ---- |
| 1.     | BV Bövinghausen      | 7    | 27:11 | 10:4 |
| 2.     | Borussia Rheine      | 6    | 14:13 | 7:5  |
| 3.     | SC Hassel            | 5    | 7:6   | 6:4  |
| 4.     | KSG Ahlen            | 6    | 10:18 | 3:9  |
| 5.     | KSG Siegen-Eiserfeld | 2    | 2:12  | 0:4  |